# زمپل (مینه‌سوتا)
زمپل، مینه‌سوتا (به انگلیسی: Zemple, Minnesota) یک شهر در ایالات متحده آمریکا است که در شهرستان ایتاسکا، مینه‌سوتا واقع شده‌است.

## خصوصیات
زمپل ۲٫۰۷ کیلومترمربع مساحت و ۹۳ نفر جمعیت دارد و ۳۹۴ متر بالاتر از سطح دریا واقع شده‌است.